# Placobdelloides sirikanchanae
Placobdelloides sirikanchanae — вид хоботних п'явок родини пласких п'явок (Glossiphoniidae). Описаний у 2019 році.

## Етимологія
Вид названо на честь тайського біолога Прапаїсірі Сіріканчана.

## Поширення
Ендемік Таїланду. Виявлений в провінції Сонгкхла на півдні країни.

## Опис
Морфологічно вид схожий на Placobdelloides siamensis. У P. sirikanchanae вузьке витягнути тіло. Забарвлення верхньої (дорсальної) частини тіла темно-зеленого кольору з повздовжньою малиновою лінією посередині. На кожному кільці присутні 13–17 добре розвинених присосок.

## Спосіб життя
П'явка пристосована до життя у водоймах з низьким вмістом кисню. Живиться кров'ю черепах. Виявлений на карапаксі і пластроні черепах Cyclemys enigmatica та Cyclemys dentata.